# Aderstedter Busch
Koordinaten: 52° 2′ 9″ N, 10° 59′ 0″ O
Der Aderstedter Busch ist ein Naturschutzgebiet in der Gemeinde Huy im Landkreis Harz in Sachsen-Anhalt.
Das Naturschutzgebiet mit dem Kennzeichen NSG 0190 ist 43 Hektar groß. Es grenzt im Norden an das Landschaftsschutzgebiet „Großes Bruch“. Das Gebiet steht seit Ende 1999 unter Schutz (Datum der Verordnung: 15. November 1999). Zuständige untere Naturschutzbehörde ist der Landkreis Harz.
Das Naturschutzgebiet liegt nordwestlich von Aderstedt und stellt ein artenreiches Waldgebiet als Rest ehemaliger Bruch-, Sumpf- und Auwaldbestände im Großen Bruch im Oscherslebener Urstromtal unter Schutz. Das Waldgebiet liegt im ehemaligen Überschwemmungsgebiet des Großen Grabens. Es wird von Stieleichen, Eschen und Ulmen, darunter Feld- und Flatterulme, mit einem hohen Alt- und Totholzanteil geprägt. 
Das Waldgebiet ist Lebensraum verschiedener Eulen- und Greifvögelarten, darunter Waldohreule, Steinkauz und Rotmilan. Auch verschiedene Spechte sowie Pirol und Nachtigall sind hier heimisch. Weiterhin bietet es Fledermäusen Lebensraum. Das Waldgebiet ist nahezu vollständig von landwirtschaftlichen Nutzflächen umgeben. Im Südosten grenzt es direkt an Aderstedt.